# 永春拳
永春拳是南拳一種，傳說甚多，眾說紛紜。
據民國初年的少林傳說，永春拳得名于福建南少林寺的「永春殿」，因当年少林寺所习拳术甚多，故形成了今天流派众多的少林拳，寺内有不同拳术，教授地点也不同。其中有罗汉堂、般若室、永春殿、达摩院等多处。当年永春殿所教习的少林拳，即永春拳。
或說福建興化南少林比丘尼五枚師太遭清朝官吏迫害，至永春州（今泉州永春縣）傳授武術，故稱永春拳，而後傳給女弟子俠女嚴詠春，經嚴詠春的傳播，此拳術得以大行於世，故改稱「詠」春拳，就是流传到今的「詠春拳」。

## 內容
據少林傳說，少林永春拳由至善禪師於永春殿所传，至善傳師妹五枚師太，所教习的少林拳有小练头，四门，红砂手，伏虎，桩拳，沉桥，标指，佛掌，花拳一路，花拳二路等，武器包含行者棒、二字双刀、少林六點半棍法等套路，五枚把這些合併為永春拳。

## 少林故事
相傳，1795年乾隆帝以赐御酒为名，追剿少林弟子，将福建少林寺烧成一片瓦砾，只剩下永春殿后座一角。至善禅师、洪熙官、黄坤三人当时云游两广，幸免于难。至善禪師为纪念永春殿和三人逃生，故把这套拳术取名为永春拳。
至善禅师为逃避清兵追捕而隐于广东佛山、清远一带，后匿藏于佛山琼花会馆，并随戏班坐红船落乡当伙工，弟子中有惠州人氏苏三娘，为戏班中花旦，所学尤精，被人誉为“永春三娘”。后三娘将永春拳传于红船中人黄华葆、梁二娣等人。